# Robiac-Rochessadoule
Robiac-Rochessadoule település Franciaországban, Gard megyében. Lakosainak száma 840 fő (2022. január 1.). Robiac-Rochessadoule Bessèges, Le Martinet, Molières-sur-Cèze, Peyremale, Portes, Saint-Florent-sur-Auzonnet és Saint-Jean-de-Valériscle községekkel határos.

## Népesség
A település népessége az elmúlt években az alábbi módon változott:
| Lakosok száma | 1456 | 981  | 808  | 805  | 923  | 874  | 840  | 823  | 834  | 840  |
|               | 1968 | 1982 | 1990 | 2006 | 2013 | 2015 | 2017 | 2019 | 2020 | 2022 |